# Collide with the Sky
Collide With the Sky es el tercer álbum de estudio de la banda de post-hardcore Pierce the Veil, lanzado por la compañía discográfica Fearless Records el 17 de julio del 2012. El primer sencillo del álbum, «King for a Day», fue lanzado el 5 de junio de 2012. Cuenta con la participación de Kellin Quinn, vocalista de la banda Sleeping With Sirens. «Bulls In the Bronx» fue elegido como el segundo sencillo y fue lanzado en junio de 2012. Los respectivos videos de ambos sencillos fueron lanzados el 6 de agosto y 7 de mayo. El álbum también cuenta con la participación de Jason Butler en la canción «Tangled In the Great Scape» y de Lindsay Stamey en el tema «Hold on Till May».
El álbum apareció en el Billboard 200 de Estados Unidos en el puesto número doce, vendiendo más de 27 000 copias en su primera semana. Esto marca un gran éxito para la banda, sobre todo teniendo en cuenta que el álbum se filtró en Internet cuatro semanas antes del lanzamiento oficial.

## Producción
El álbum fue grabado en el estudio House of Loud en Nueva Jersey por los productores Dan Korneff y Kato Khandwala quienes anteriormente habían trabajado con bandas como Mayday Parade. La batería del álbum sin embargo, fue grabada en una casa abandonada, localizada muy cerca del estudio.

## Diseño de la portada
Según Vic Fuentes, «el tema de la portada del álbum es saltar fuera de la tierra que se rompe debajo de ti. La idea es inspirar esperanza en medio del caos que puede estar sucediendo a tu alrededor. Si el suelo se rompe bajo sus pies, tu primera reacción puede ser de correr y saltar a la seguridad, y es ese momento en el que están me he inspirado. Un cuadro en el que no se está seguro de si la persona se cae o vuela. Se trata de la liberación de las cosas que se rompen o caen a pedazos, e inspiran un sentimiento de esperanza en la desesperación».

## Recepción
El álbum ha sido bastante bien recibido por la crítica. Alternative Press calificó al álbum con cuatro estrellas de cinco, donde el crítico correspondiente declaró que «Collide With the Sky es el mejor trabajo hasta la fecha de Pierce the Veil». También elogió a la canción «Props & Mayhem» por sus ganchos power pop. AbsolutePunk comentó que el álbum es "seguro para continuar el ascenso de Pierce The Veil a la cima de la liga", concluyendo que "La prueba es que Pierce the Veil está aparentemente un paso por delante de todos los demás a la hora de inventar cortes energéticos de post-hardcore y que no dejan caer el balón a corto plazo".

## Lista de canciones
| Collide With The Sky |                                                                      |          |  |
| N.º                  | Título                                                               | Duración |  |
| 1.                   | «May These Noises Startle You In Your Sleep Tonight»                 | 1:22     |  |
| 2.                   | «Hell Above»                                                         | 3:44     |  |
| 3.                   | «A Match Into Water»                                                 | 3:33     |  |
| 4.                   | «King for a Day (con Kellin Quinn de la banda Sleeping With Sirens)» | 3:57     |  |
| 5.                   | «Bulls In the Bronx»                                                 | 4:28     |  |
| 6.                   | «Props & Mayhem»                                                     | 3:38     |  |
| 7.                   | «Tangled In the Great Escape (con Jason Butler de la banda Letlive)» | 5:57     |  |
| 8.                   | «I'm Low on Gas and You Need a Jacket»                               | 4:12     |  |
| 9.                   | «The First Punch»                                                    | 3:26     |  |
| 10.                  | «One Hundred Sleepless Nights»                                       | 3:42     |  |
| 11.                  | «Stained Glass Eyes and Colorful Tears»                              | 3:39     |  |
| 12.                  | «Hold on Till May" (con Lindsay Stamey de la banda Oh No Fiasco!»    | 4:39     |  |
| 46:21                |                                                                      |          |  |

| Collide With The Sky Edición de lujo de iTunes |                                                          |          |  |
| N.º                                            | Título                                                   | Duración |  |
| 13.                                            | «I'm Low on Gas and You Need a Jacket (versión alterna)» | 3:40     |  |
| 14.                                            | «Hold on Till May (acústico)»                            | 4:42     |  |
| 54:40                                          |                                                          |          |  |

## Personal
Personal digital.
|  | Pierce the Veil - Vic Fuentes – voz, guitarra rítmica, teclados - Mike Fuentes – batería, percusión, beats - Jaime Preciado – bajo, coros, programación - Tony Perry – guitarra líder, coros Músicos adicionales - Kellin Quinn (Sleeping with Sirens) – voces en "King for a Day" - Jason Butler (letlive.) – voces en "Tangled in the Great Escape" - Lindsey Stamey (Oh No Fiasco) – voces en "Hold on Till May" - Dave Yaden – piano, teclados | Producción - Dan Korneff, Kato Khandwala – producción - Dan Korneff – mezclado - Brian Robbins – ingeniero adicional, edición digital - John Bender – ingeniero - Jim Romano – edición digital, ingeniero asistente - Alex Prieto – edición digital, guitarra tecnológica - Ted Jensen – masterización - Aaron Marsh para Forefathers Group – illustración de la portada, plan de diseño - Daniel Danger - concepto artístico |

## Certificaciones
| País           | Organismo certificador | Certificación | Ventas certificadas | Ref.  |
| -------------- | ---------------------- | ------------- | ------------------- | ----- |
| Estados Unidos | RIAA                   | Oro           | 500 000             | [ 4 ] |